# Boux-sous-Salmaise
Boux-sous-Salmaise é uma comuna francesa na região administrativa da Borgonha-Franco-Condado, no departamento de Côte-d'Or. Estende-se por uma área de 14,17 km². Em 2010 a comuna tinha 127 habitantes (densidade: 9 hab./km²).